# Joachim Jeska
Joachim Jeska (* 1967 in Bad Rothenfelde) ist Pastor der Evangelisch-lutherischen Landeskirche Hannovers und Superintendent des Kirchenkreises Osnabrück.

## Lebenslauf
Aufgewachsen in Bad Rothenfelde, studierte Jeska von 1988 bis 1996 in Münster Evangelische Theologie, war von 1996 bis 2001 Wissenschaftlicher Assistent am Neutestamentlichen Lehrstuhl von Dietrich-Alex Koch und promovierte dort 2001 mit einer Arbeit über Die Geschichte Israels in der Sicht des Lukas. Er absolvierte sein Vikariat 2001–2003 in Oldendorf (Melle). Anschließend war er 13 Jahre lang Gemeindepfarrer an der St.-Urban-Kirche in Klein Ilsede bei Peine sowie Schulpastor am Ratsgymnasium in Peine (2003–2016). Im Juni 2016 wurde er vom Kirchenkreistag Osnabrück (heute: Kirchenkreissynode) zum Superintendenten des Kirchenkreises Osnabrück gewählt, am 1. Oktober 2016 trat er seinen Dienst an. Er folgte Friedemann Pannen, der zu Jahresbeginn 2016 nach sieben Jahren Amtszeit zur Diakonie Osnabrück Stadt und Land gewechselt war.
Jeska ist begeisterter Segelflieger und 1. Vorsitzender des Osnabrücker Vereins für Luftfahrt am Flugplatz Achmer. Seit 2023 ist er zudem Vize-Präsident des Internationalen Vintage Glider Clubs (VGC).

## Schriften (Auswahl)
- Die Geschichte Israels in der Sicht des Lukas. Apg 7,2b–53 und 13,17–25 im Kontext antik-jüdischer Summarien der Geschichte Israels (Dissertation Universität Münster 2001). Vandenhoeck & Ruprecht, Göttingen 2001.
- Josephus und die Archäologie, in: Alkier, Stefan und Zangenberg, Jürgen (Hg.): Zeichen aus Text und Stein. Studien auf dem Weg zu einer Archäologie des Neuen Testaments, TANZ 42, Tübingen 2003, 110–134
- Paulus und die antike Welt. Beiträge zur zeit- und religionsgeschichtlichen Erforschung des paulinischen Christentums, hg. von Joachim Jeska, David Bienert, Thomas Witulski. Vandenhoeck & Ruprecht, Göttingen 2008.
- Lukas als Vermittler. Zur Rede von dem einen Gott unter Juden, Griechen und Römern, in: Mell, Ulrich (Hg.): Der eine Gott und die Geschichte der Völker, Biblisch-Theologische Studien 123, Neukirchen-Vluyn 2011, 109–126.
- Was ist im Religionsunterricht von Paulus zu lernen?, Zeitschrift für Pädagogik und Theologie. Der Evangelische Erzieher 63 (2011), 77–87.
- Moment mal. Evangelische Religion Gymnasium, hg. von Bärbel Husmann und Rainer Merkel unter Mitarbeit von Joachim Jeska u. a., Stuttgart 2013/14 (3 Bände und 3 Lehrerbände).